# 広島県立宮島工業高等学校
広島県立宮島工業高等学校（ひろしまけんりつ みやじまこうぎょう こうとうがっこう）は、広島県廿日市市物見西2丁目に所在する県立の工業高校である。
なお、当校の名称の「宮島」は、「日本三景の1つの宮島（厳島）を望む対岸に所在している」という意であり、「宮島に所在している」というわけではない。

## 学科
- 機械科
- 電気科（1年次は情報技術科と共通（EKB、EKA）2年（E2）3年（E3））
- 情報技術科 （1年次は電気科と共通（EKA、EKB）2年（K2）3年（K3））
- 素材システム科
- 建築科 (1年次は建築・インテリア科 (ADA、ADB) 2年 (A2) 3年 (A3))
- インテリア科 (1年次は建築・インテリア科 (ADA、ADB) 2年 (D2) 3年 (D3))

## 沿革

### 開校以前
- 1961年(昭和36年)
  - 9月16日 - 広島県議会で同校設置を決定[1]。
  - 12月 - 同校の所在地を現在地に決定[1]。

### 開校以後
- 1962年（昭和37年）
  - 3月 - 広島県宮島工業高等学校（全日制・機械科、電気科、化学工学科、建築・工芸科）（定時制・建築科）として開校[注 1]。
- 1963年（昭和38年）
  - 1月 - 同校全日制の建築・工芸科を廃止、建築科と工芸科を設置、現在の校舎に移転[1]。
- 1965年（昭和40年）
  - 4月 - 同校定時制課程建築科の募集を停止し、機械科を設置[1]。
- 1968年（昭和43年）
  - 10月 - 同校の校名を広島県立宮島工業高等学校と改称[1]。
- 1972年（昭和47年）
  - 4月 - 同校全日制・情報技術科を設置[1]。
- 1973年（昭和48年）
  - 4月 - 同校全日制・工芸科を募集停止、インテリア科を設置[1]。
- 1991年（平成3年）
  - 4月 - 同校化学工業科を募集停止、素材システム科を設置[1]。
- 1995年（平成7年）
  - 8月 - 同校野球部が第77回全国高等学校野球選手権大会に出場[注 2]。
- 1999年（平成11年）
  - 4月 - 全学科に類型（パック制）を導入[1]。
- 2021年（令和3年）
  - 5月28日 - 同校女子陸上部が第74回広島県高校総体の400メートルリレー走で初優勝[注 3]。

- 2023年（令和5年）
- 12月28日 - 同校電気部がジャパンマイコンカーラリー2024でBasic Classで全国3位となった。

| 代数 | 氏名     | 発令年月日               | 前職 | 後職 | 脚注  |
| ---- | -------- | ------------------------ | ---- | ---- | ----- |
| 01   | 檜山琢三 | 1962年（昭和37年）4月1日 |      |      | [ 1 ] |
| 02   | 作田真人 | 1965年（昭和40年）4月1日 |      |      | [ 1 ] |
| 03   | 隅本要   | 1968年（昭和43年）4月1日 |      |      | [ 1 ] |
| 04   | 山口末吉 | 1974年（昭和49年）4月1日 |      |      | [ 1 ] |
| 05   | 山村林   | 1977年（昭和52年）4月1日 |      |      | [ 1 ] |
| 06   | 水草勉   | 1978年（昭和53年）4月1日 |      |      | [ 1 ] |
| 07   | 斎木信彦 | 1980年（昭和55年）4月1日 |      |      | [ 1 ] |
| 08   | 古川秀夫 | 1982年（昭和57年）4月1日 |      |      | [ 1 ] |
| 09   | 沖高義則 | 1983年（昭和58年）4月1日 |      |      | [ 1 ] |
| 10   | 前田知徳 | 1984年（昭和59年）4月1日 |      |      | [ 1 ] |
| 11   | 碓井正水 | 1988年（昭和63年）4月1日 |      |      | [ 1 ] |
| 12   | 池田葆   | 1990年（平成02年）4月1日 |      |      | [ 1 ] |
| 13   | 瀬崎宣利 | 1994年（平成06年）4月1日 |      |      | [ 1 ] |
| 14   | 日高敬司 | 1996年（平成08年）4月1日 |      |      | [ 1 ] |
| 15   | 山本康晴 | 2002年（平成14年）4月1日 |      |      | [ 1 ] |
| 16   | 本田和哉 | 2005年（平成17年）4月1日 |      |      | [ 1 ] |
| 17   | 才木裕久 | 2009年（平成21年）4月1日 |      |      | [ 1 ] |
| 18   | 安保悦朗 | 2011年（平成23年）4月1日 |      |      | [ 1 ] |
| 19   | 流田靖   | 2013年（平成25年）4月1日 |      |      | [ 1 ] |
| 20   | 朝倉一隆 | 2019年（平成31年）4月1日 |      |      | [ 1 ] |
|      |          |                          |      |      |       |

## 著名な出身者
- 倉本慎也（元プロ野球選手・大阪近鉄バファローズ）
- 大張正己（アニメ監督）
- うるし原智志（イラストレーター）
- 岡原大崋（水墨画家）
- 河野悦隆（アニメーター）